# پیتر لی لورنس
پیتر لی لورنس (آلمانی: Peter Lee Lawrence; ۲۱ فوریهٔ ۱۹۴۴ – ۲۰ آوریل ۱۹۷۴) هنرپیشه اهل آلمان غربی بود.
از فیلم‌ها یا برنامه‌های تلویزیونی که وی در آن نقش داشته‌است می‌توان به به خاطر چند دلار بیشتر، زیبای سیاه اشاره کرد.